# Ботун (Фојница)
Ботун је насељено место у Босни и Херцеговини у општини Фојница. Административно припада Федерацији Босне и Херцеговине, односно њеном Средњобосанском кантону. Према попису становништва из 2013. у насељу је било 108 становника, а већинску популацију у насељу чинили су Бошњаци.

## Становништво
По последњем службеном попису становништва из 2013. године у насељу је живело 108 становника, а село је било етнички хомогено са већинском бошњачком  популацијом.
| Националност | 2013. | 1991.        | 1981.        | 1971.        |
| Бошњаци      | —     | 184 (99,46%) | 195 (98,98%) | 203 (99,51%) |
| Југословени  | —     | 0            | 2 (1,01%)    | 0            |
| остали       | —     | 1 (0,54%)    | 0            | 1 (0,49%)    |
| Укупно       | 108   | 185          | 197          | 204          |